# داسو کومونواته
داسو کومونواته (به انگلیسی: Dassault Communauté) یک هواگرد ساختِ کارخانهٔ داسو اویاسیون در کشور فرانسه است . این هواگرد برای نخستین بار در ۱۹۵۹ میلادی مورد استفاده قرار گرفت.